# Schloss Ansouis

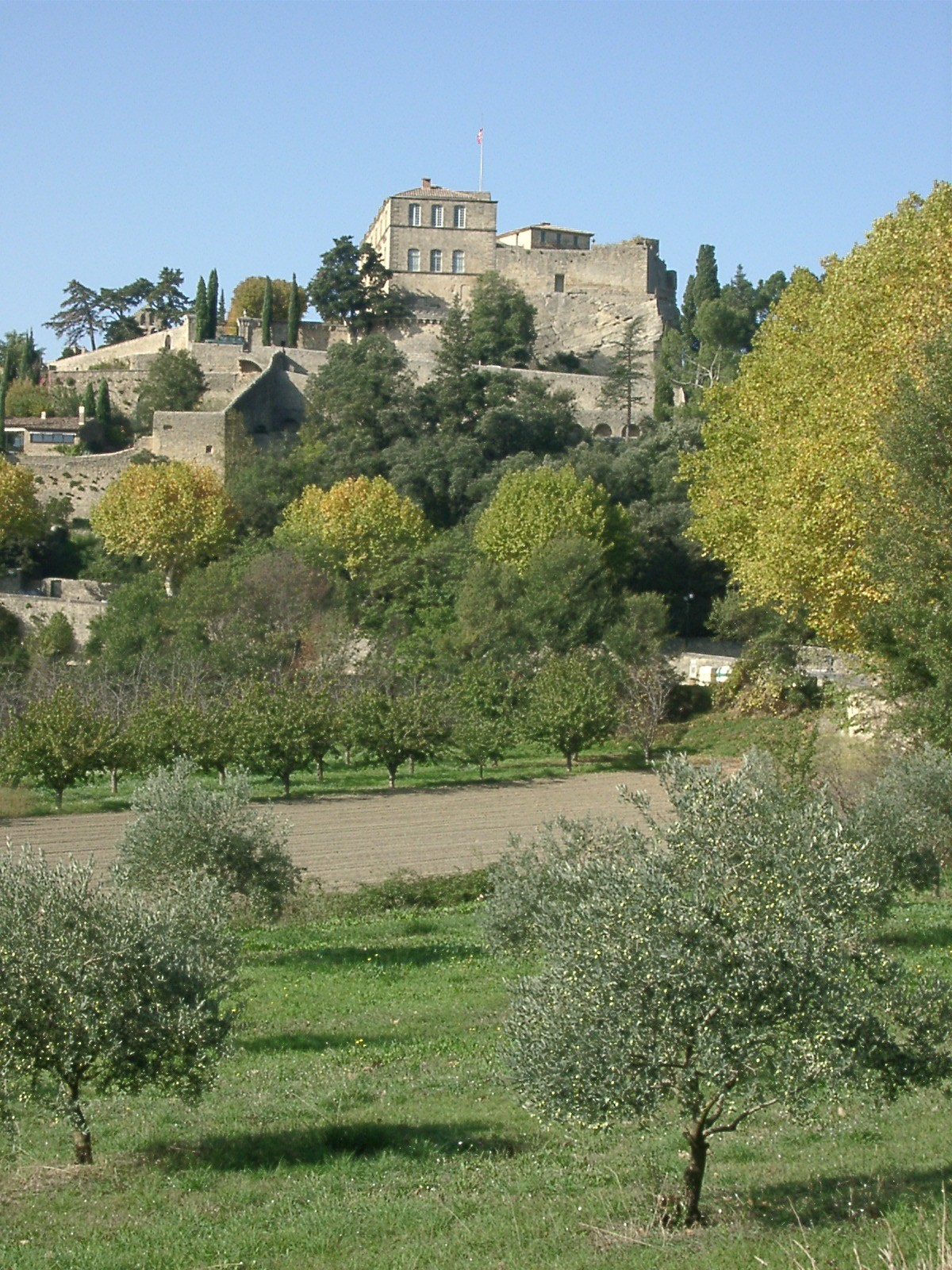
Schloss Ansouis über der gleichnamigen Ortschaft

Das Schloss Ansouis (französisch Château d’Ansouis) steht auf einem Felsen im Tal der Eygues im Herzen der Provence über der französischen Ortschaft Ansouis. Die Schlossanlage geht auf eine mittelalterliche Burg zurück, die über die Jahrhunderte ausgebaut und verändert wurde. Im 17. und 18. Jahrhundert erfolgte ihre Umgestaltung zu einer wohnlichen Residenz der Familie de Sabran. Sie steht seit dem 10. Mai 1948 als klassifiziertes Monument historique unter Denkmalschutz. Teile des Schlosses können von April bis Oktober im Rahmen einer Führung besichtigt werden, wovon rund 15.000 Besucher alljährlich Gebrauch machen.

## Beschreibung

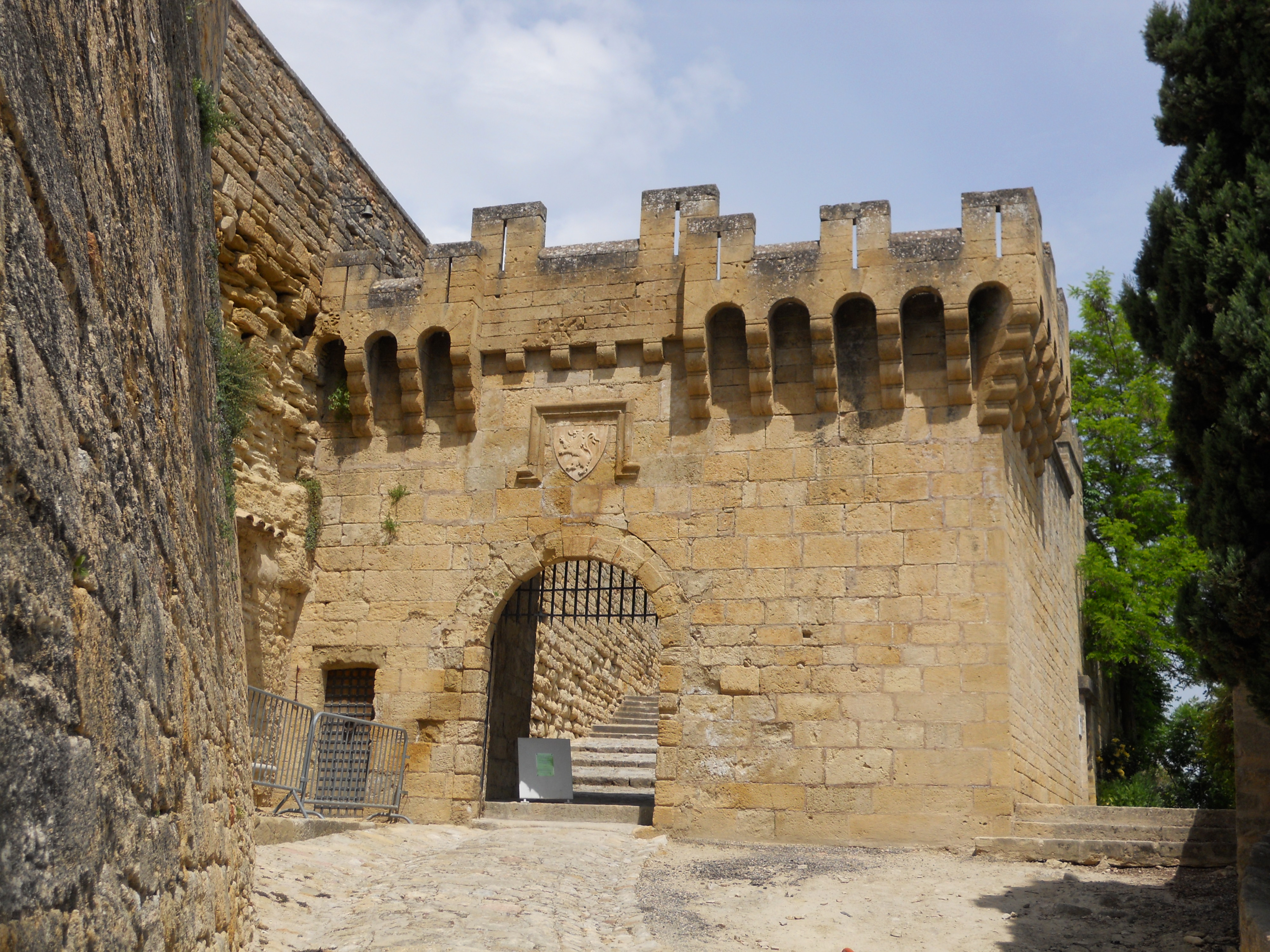
Südlicher Torbau

Das Schloss ist eine viereckige Anlage mit Ecktürmen aus dem 11./12. Jahrhundert und einem befestigten Zugangsportal an der Südseite. Ihr Aussehen ist das Resultat von Wiederaufbauten nach Beschädigungen, Erweiterungen und Veränderungen in unterschiedlichen kunsthistorischen Epochen. Die vier Geschosse des Schlosses verteilen sich auf unterschiedlich hohen Niveaus des Felsens, auf dem die Anlage steht. Die Gestalt des Baus orientiert sich dabei an vielen Stellen an der Form des Felsens. Das Äußere des Schlosses ist auffallend schlicht und damit typisch für die Feudalarchitektur des Midi. Neben Schlossgärten und einem Schlosspark gehören 11,8 Hektar Ländereien zum Besitz.
Kern des heutigen Schlosses ist ein viereckiger Wohnturm, der im Hochmittelalter mit diversen Gebäuden umgeben wurde. Der Turm überragt auch heute noch das gesamte Schloss. Nachdem der Besucher den südlichen Torbau mit seinen Maschikulis durchquert hat, erreicht er über eine langgezogene Treppe eine Esplanade vor dem Hauptgebäude, an deren Westseite die einstigen Wirtschaftsgebäude des Schlosses stehen. Dessen klassizistische Schaufassade an der Südseite zeigt viele große Fenster mit gesprengten Giebeln, während die Nordfassade einen abweisenden, wehrhaften Eindruck macht. Einlass ins Schlossgebäude gewährt ein bossiertes Portal, über dem sich eine Nische mit Balusterbrüstung befindet. Über ihr prangt das steinerne Wappen der Familie de Sabran.

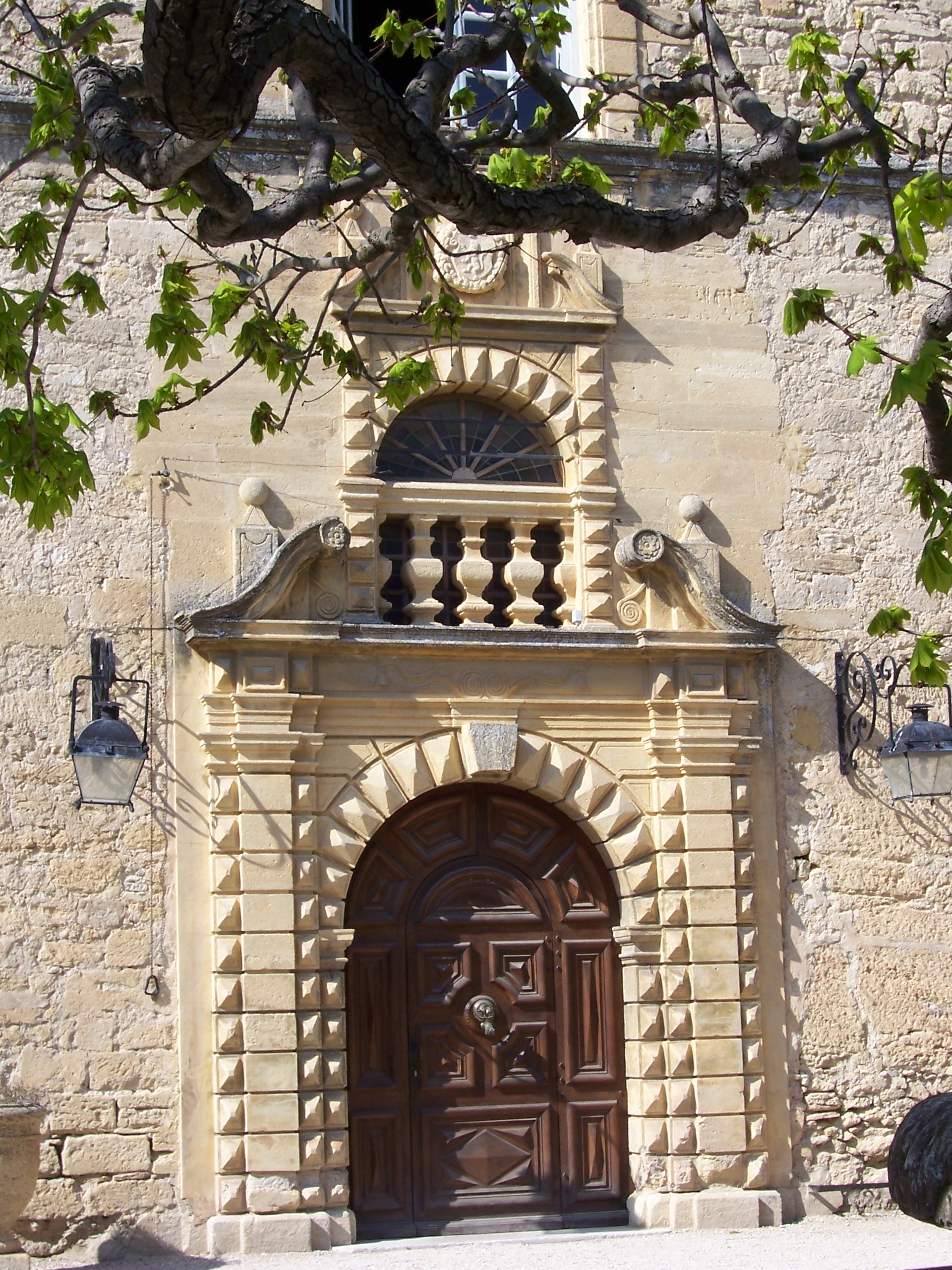
Hauptportal

Hinter dem Portal liegt ein schmaler Eingangsbereich mit einer langgezogenen Treppe. Diese stammt – ebenso wie die Kassettendecke des Raums – noch aus der Zeit der Renaissance. Die mehr als 50 Räume des Schlosses belegen etwa eine Grundfläche von 1800 m². Einige von diesen können besichtigt werden, darunter die mittelalterliche Küche mit ihrem Tonnengewölbe und großen Kamin, der Bergfried und das Zimmer des heiligen Elzéars (französisch salle Saint Elzéar), die allesamt aus dem Mittelalter stammen. Auch der zur Schlosskapelle umgewidmete ehemalige Saal der Wachen (französisch salle de gardes) kann besucht werden. Sein Altar aus mehrfarbigem Marmor war ein Geschenk des französischen Königs Ludwig XV.
Des Weiteren können einige im 17. und 18. Jahrhundert gebaute Wohnappartements, Salons, Speisezimmer und der Wappensaal (französisch salle d’armes) mit Marmorfußboden besucht werden. Kunsthistorisch bedeutsam sind in manchen Wohnbereichen die üppigen Gipsverzierungen in Rocailleformen an den Wänden.
Auch die rund 4,8 Hektar großen Garten- und Parkanlagen stehen den Schlossbesuchern offen. Zu sehen sind unter anderem fünf terrassierte, zum Teil mit in Form geschnittenen Buchsbäumen bepflanzte Parterres aus dem Jahr 1756 sowie ein Blumengarten und ein Boskett. Einige Teile des Schlossgartens wurden im 17. Jahrhundert von Nicolas-Claude Fabri de Peiresc entworfen. Der Park besteht mehrheitlich aus baumbestandenen Rasenflächen, besitzt jedoch auch eine über 220 Meter lange Zypressenallee sowie ein 42 × 11 Meter großes, zwei Meter tiefes Wasserbassin, das zu einer Reihe von Wasserspielen aus dem 18. Jahrhundert gehört.

## Geschichte
Eine Burg in Ansouis wurde als Castrum quae dicitur Ansoyse erstmals in einer von Boso II., Graf von der Provence, ausgestellten Urkunde aus dem Jahr 960 schriftlich erwähnt. Zu jener Zeit war sie Eigentum der Grafen von Forcalquier und bestand lediglich aus einem steinernen Wohnturm. Grabungsfunde zeigten allerdings, dass an diesem Ort schon zu römischer Zeit eine Befestigung existierte, die castrum de Ansoissis genannt wurde. Eine vier Kilometer lange Wasserleitung aus jener Zeit ist noch erhalten und versorgt heute noch das Schloss mit Wasser. Durch die Heirat Garsindes, der Erbtochter Guillaumes IV. de Forcalquier, mit Raymond I. de Sabran kam die Burg 1178 an die Familie des Bräutigams. Die Tochter des Paars heiratete Alfons II., Graf der Provence, und war die Großmutter von Margarete, Eleonore, Sancha und Beatrix von der Provence, die alle Könige heirateten. Über diese vier Frauen hatte die Familie de Sabran verwandtschaftliche Beziehungen zu vielen europäischen Königshäusern.

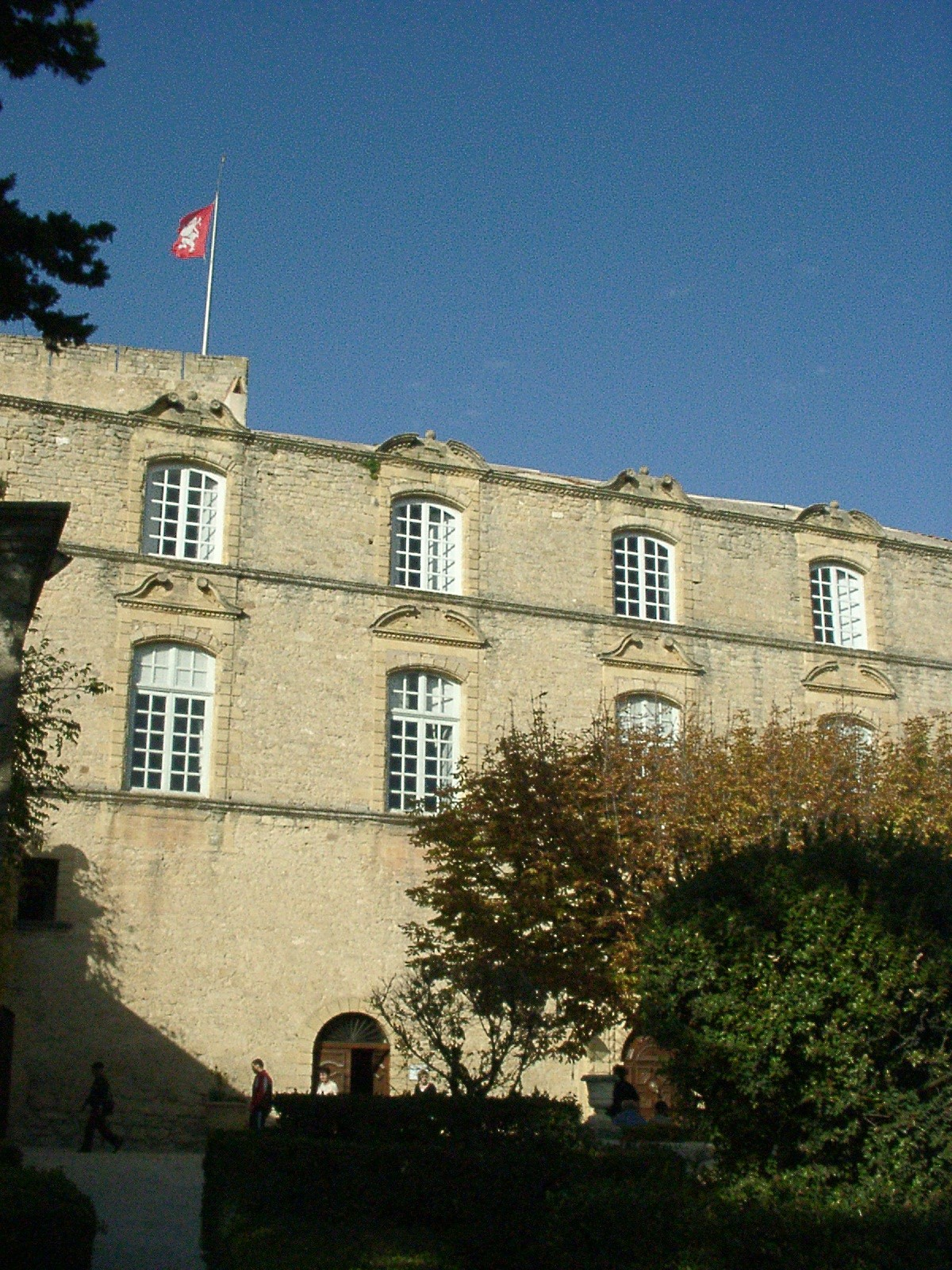
Die Südfassade des Schlosses ist das Ergebnis von Umgestaltungen im 17. und 18. Jahrhundert

Im Laufe des 11./12., 13. und 15. Jahrhunderts erweiterten die Burgherren ihre Anlage mit zusätzlichen Gebäuden, mit denen sie den Wohnturm umgaben, sodass die Burg schließlich einen viereckigen Grundriss besaß und an allen Ecken durch Wehrtürme gesichert war. 1285 kam dort Elzéar von Sabran zur Welt, der im noch jugendlichen Alter 1299 mit Delphine de Puy-Michel verheiratet wurde. Das fromme Paar gelobte sich ewige Keuschheit und vollbrachte viele gute Taten und Wunder in der Umgegend, sodass Elzéar 1371 heilig- und seine Frau seliggesprochen wurde. 1358 durch die Grandes Compagnies zerstört, wurde die Burg anschließend wieder aufgebaut.
Während der französischen Religionskriege des 16. Jahrhunderts befand sich die Anlage abwechselnd in der Hand von Hugenotten und Katholiken. 1574 wurde sie von Hugenotten aus Ménerbes eingenommen, 1585 besetzten sie Soldaten unter dem Kommando von Gaspard Garde, Barons von Vins. Die kriegerischen Auseinandersetzungen gingen mit starken Beschädigungen einher, sodass die Familie de Sabran die mittelalterliche Burg durch den Neubau eines Schlosses ersetzen ließ. Dieses wurde im 17. und 18. Jahrhundert vollständig entfestigt und im Stil des klassizistischen Barocks zu einer luxuriösen Anlage umgestaltet. Allerdings war sie nur noch Zweitresidenz der Eigentümer, denn ein Großteil der Familie stand im Dienste des französischen Königs und hielt sich an dessen Hof in Versailles auf. Während der Französischen Revolution emigrierte die damalige Schlossherrin, die Salonnière Françoise Eléonore Dejean de Manville, Witwe von Jean de Sabran. Konfisziert und anschließend an eine Familie Ricard verkauft, gelangte ihr Besitz später an die Marquise de Saqui de Sannes, von der ihn Elzéar Louis Zozime de Sabran 1836 für seine Familie zurückerwarb.
Das Schloss blieb aber fast das gesamt 19. Jahrhundert hindurch unbewohnt, erst ab 1936 nutzten es Foulques de Sabran-Pontevès und seine Frau Roselyne, geborene Manca-Amat de Vallambrosa, wieder als ständigen Wohnsitz. Das Paar verbrachte die nachfolgenden rund 40 Jahre damit, die heruntergekommene Anlage nach und nach zu restaurieren und machte sie der Öffentlichkeit für Besichtigungen zugänglich. Nach dem Tod der Schlossherrin im Jahr 1988 entbrannte unter den vier Kindern ein jahrelanger Streit um das Erbe, ohne dass man sich gütlich einigen konnte. Der Streit gipfelte Ende 2007/Anfang 2008 in einer vom Gericht angeordneten öffentlichen Versteigerung des gesamten Familienbesitzes, darunter auch des Schlosses Ansouis. Den Zuschlag für das Schloss erhielt das Ehepaar Gérard und Frédérique Rousset-Ruvière aus Marseille, das 5,6 Millionen Euro für das Anwesen bezahlte. Nach dreijährigen Restaurierungs- und Instandsetzungsarbeiten öffneten auch die neuen Besitzer das Schloss für Besichtigungen.